# Ptocasius fulvonitens
Ptocasius fulvonitens là một loài nhện trong họ Salticidae.
Loài này thuộc chi Ptocasius. Ptocasius fulvonitens được Eugène Simon miêu tả năm 1902.